# Cerreto Guidi
Cerreto Guidi là một đô thị ở tỉnh Firenze trong vùng Toscana, tọa lạc khoảng 30 km về phía tây của Florence. Tại thời điểm ngày 31 tháng 12 năm 2004, đô thị này có dân số 10.126 người và diện tích là 49,3 km².
Cerreto Guidi giáp các đô thị sau: Empoli, Fucecchio, Lamporecchio, Larciano, San Miniato, Vinci.